# Балтиец (пистолет)
Балтиец — советский пистолет, разработанный в Ленинграде, в первую зиму блокады, по инициативе командира минной обороны и начальника штаба Балтийского флота Юрия Ралля. Пистолет удачно прошёл испытания и показал неплохие результаты при низких температурах, но наладить серийный выпуск в условиях блокады не удалось. Всего было выпущено 14 экземпляров.

## История
Штатный пистолет Красной Армии ТТ при низких температурах зимой 1941—1942 годов стал вызывать нарекания. Особенно много жалоб поступало с Балтийского флота, стоявшего в блокадном Ленинграде, где температура порой достигала −30 °C, что приводило к смерзанию деталей пистолета. В ходе заседания бюро Ленинградского обкома ВКП(б) было рассмотрено предложение контр-адмирала Ю. Ф. Ралля по разработке более надежного пистолета для командующего состава, на котором приняли решение поручить Ленинградскому заводу № 181 (Машиностроительный и приборостроительный завод «Двигатель») и его директору Б. П. Румянцеву разработать и изготовить пробную партию пистолетов из 15 штук.
В качестве основы конструкции был выбран немецкий Walther PP, переделанный под штатный патрон Красной Армии 7,62×25 мм ТТ. В январе 1942 года главный конструктор завода № 181 Егоров и технолог Богданов создали эскизы деталей для изготовления пистолета. Изготовить первую партию пистолетов в количестве 15 штук было поручено старшим мастерам участков — В. Фокиной (слесарный), А. Батуриной (фрезерный) и А. Визжаловой (токарный). Все детали изготавливались вручную, без предварительно подготовленной оснастки и кустарно обрабатывались воронением.
Экземпляр пистолета за № 1 был собран на заводе «Двигатель» в марте 1942 года. Испытания проходили при температуре −30°С в пустом цехе. Автоматика работала без задержек, кучность была достаточно высокой. Но экземпляр получился очень тяжёлым, его общая масса составляла 1100 г. В пистолете «Балтиец» № 2 ствол укоротили до 120 мм, что сократило и длину затвора-кожуха, а боевая пружина теперь имела 15 витков вместо 17, в результате чего общая масса оружия теперь составляла 960 граммов. Однако при сборке выяснилось, что деталей не хватает, и из пятнадцати комплектов деталей было собрано 14 пистолетов. Несколько человек были осуждены, но серийное производство пистолетов «Балтиец» так и не было налажено.
Проектирование и сборка новой модели пистолета без разрешения из Москвы позднее стали одним из пунктов обвинения в Ленинградском деле.

## Особенности конструкции
Автоматика работает по схеме использования отдачи со свободным затвором. Возвратная пружина размещается вокруг неподвижно закреплённого на раме ствола с четырьмя нарезами. Ударно-спусковой механизм куркового типа, двойного действия. На левой стороне затвора-кожуха размещается рычаг флажкового предохранителя. Питание пистолета боеприпасами осуществляется из отъемных коробчатых магазинов с однорядным расположением патронов. Кнопка защелки магазина размещается с левой стороны рамы, у верхнего переднего края щечки рукоятки.
Прицельные приспособления состоят из выполненной как часть затвора-кожуха мушки и закреплённого в пазе целика типа «ласточкин хвост» с возможностью внесения боковых поправок.

## Экземпляры
Судьба большинства из 14 собранных пистолетов остается неизвестной. Три сохранившихся экземпляра под номерами 1, 2 и 5 хранятся в фондах Центрального военно-морского музея в Санкт-Петербурге.
- «Балтиец» № 1, отличавшийся удлинённым стволом и большей массой, был вручён в качестве личного оружия А. А. Жданову[2];
- «Балтиец» № 2 принадлежал адмиралу Н. Г. Кузнецову. На затворе-кожухе «Балтиец» № 2 выгравирована надпись «Народному Комиссару Военно-Морского Флота СССР Адмиралу Кузнецову Н. Г. от коллектива завода № 181 „Балтиец“ опытный образец № 2» с изображением двух перекрещённых якорей, а также номера завода «181» в ромбовидной рамке. На левой щечке рукояти изображен якорь и пятиконечная звезда с серпом и молотом. К оружию придавался деревянный кейс с суконной внутренней отделкой, на крышке которого имеется латунная пластина с надписью: «Адмиралу Кузнецову Николаю Герасимовичу»[2][4][7];
- «Балтиец» № 3 был вручён адмиралу В. Ф. Трибуцу[3];
- «Балтиец» № 4 подарили секретарю Ленинградского горкома ВКП(б) А. А. Кузнецову[3];
- «Балтиец» № 5, принадлежал адмиралу Н. К. Смирнову[5].